# زياد الجنابي
زياد طارق عبد الله (من مواليد 1977) هو سياسي عراقي من بغداد، نائب في البرلمان العراقي الحالي.